# Нобухиро Уено
Нобухиро Уено (јап. 上野 展裕; 26. август 1965) јапански је фудбалер.

## Каријера
Током каријере играо је за АНА и Санфрече Хирошима.

## Репрезентација
Са репрезентацијом Јапана наступао је на АФК азијском купу 1988. године.